# Linux-libre
Linux-libre este o versiune modificată a nucleului Linux care nu conține bloburi binare, cod obscurcat sau cod sub licențe proprietare .  Bloburile binare sunt componente software fără cod sursă disponibil. În nucleul Linux, acestea sunt utilizate în principal pentru imaginile de firmware proprietare. Deși sunt în general redistribuibile, bloburile binare nu oferă utilizatorului libertatea de a audita, modifica sau, de a redistribui versiunile modificate. Proiectul GNU încearcă să mențină Linux-libre în sincronizare cu nucleul principal Linux .

## Istorie
Nucleul Linux a început să includă bloburi binare în 1996.  Lucrarea de a elimina bloburile binare a început în 2006 cu gNewSense find-firmware și gen-kernel. Această lucrare a fost dusă mai departe de către distribuția BLAG Linux în 2007, când s-au născut deblob și Linux-libre.  
Linux-libre a fost lansat pentru prima dată de Fundația pentru Software Liber din America Latină, apoi aprobat de Fundația pentru Software Liber  ca o componentă valoroasă pentru distribuțiile Linux complet libere. A devenit un pachet GNU în martie 2012.  Alexandre Oliva este menținătorul proiectului.

## Îndepărtarea firmware-ului proprietar

Sigla GNU cu Freedo, mascota Linux-libre

### Metode
Procesul de eliminare este realizat prin utilizarea unui script numit deblob-main.  Acest script este inspirat de cel folosit pentru gNewSense. Jeff Moe a făcut modificări ulterioare pentru a îndeplini anumite cerințe pentru utilizarea sa cu distribuția BLAG Linux și GNU . Există un alt script numit deblob-check,  care este folosit pentru a verifica dacă un fișier sursă kernel, un patch sau un fișier sursă comprimat mai conține software care este suspectat a fi proprietar.

### Beneficii
Pe lângă efectul intenționat principal de a rula un sistem numai cu software liber, consecințele practice ale eliminării firmware-ului dispozitivului pe care utilizatorul nu are voie să îl studieze sau să modifice au atât efecte pozitive, cât și negative.
Îndepărtarea firmware-ului dispozitivului poate fi considerată un avantaj pentru securitate și stabilitate, atunci când firmware-ul nu poate fi auditat pentru erori, pentru probleme de securitate și pentru operațiuni rău intenționate, cum ar fi ușile secrete sau când firmware-ul nu poate fi remediat de către întreținătorii nucleului Linux înșiși, chiar și dacă cunosc probleme. Este posibil ca întregul sistem să fie compromis de un firmware rău intenționat și, fără capacitatea de a efectua un audit de securitate pe firmware-ul furnizat de producător, chiar și o eroare nevinovată ar putea submina siguranța sistemului care rulează. 

### Efecte secundare
Dezavantajul eliminării firmware-ului proprietar din nucleu este că va cauza pierderea funcționalității anumitor dispozitive care nu pot funcționa fără acel firmware proprietar. Acest lucru afectează anumite plăci de sunet, video, tuner TV și de rețea (în special cele wireless), precum și alte dispozitive. Când este posibil, firmware-ul este înlocuit de programe libere,  cum ar fi openfwwf b43, carl9170  și ath9k_htc  pentru driverele plăcilor wireless.

## Disponibilitate
Codul sursă și pachetele precompilate ale nucleului Linux deblobat sunt disponibile direct din distribuțiile care folosesc scripturile Linux-libre. Freed-ora este un subproiect care pregătește și menține pachete RPM bazate pe Fedora.  Există, de asemenea, pachete precompilate pentru Debian  și distribuții derivate, cum ar fi Ubuntu. 

## Distribuții

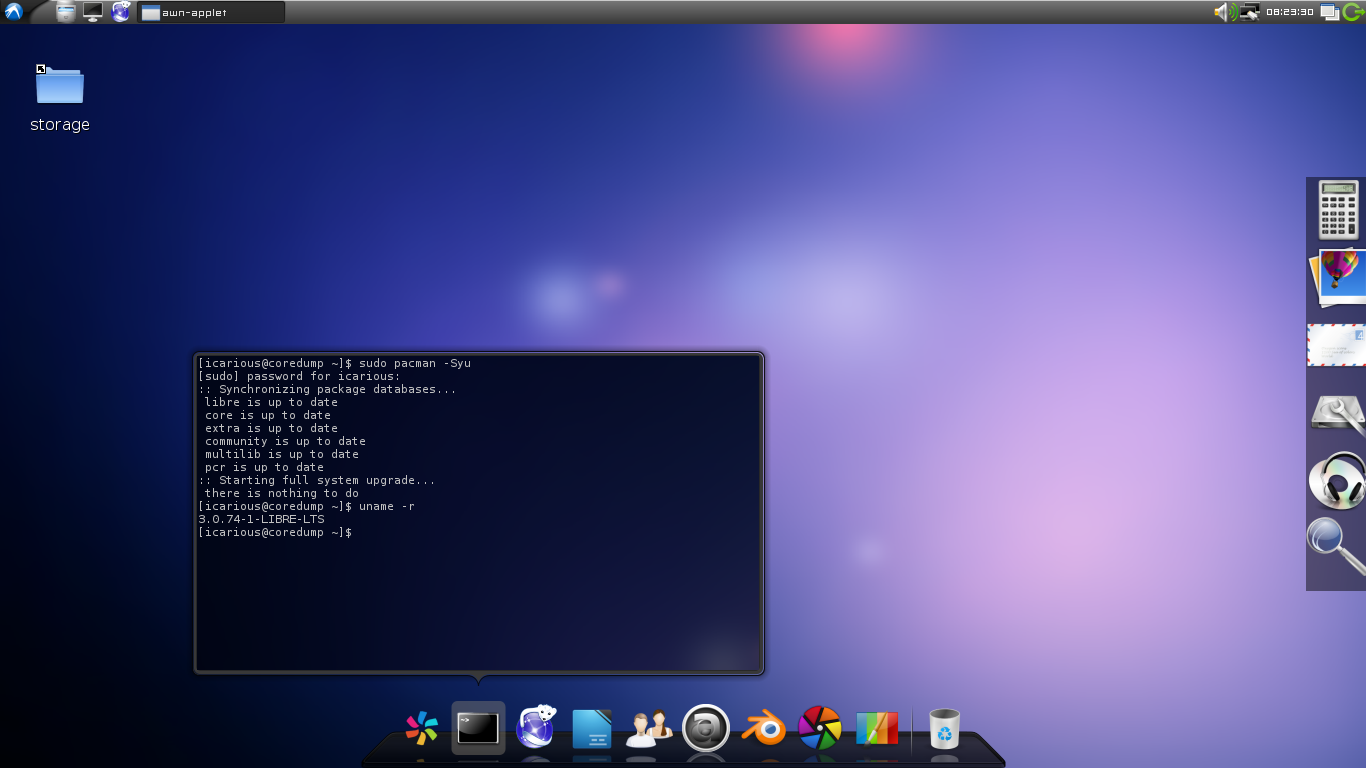
Parabola GNU/Linux-libre folosește Linux-libre ca nucleu implicit și este livrat cu pachetele linux-libre-tools.

### Distribuții în care Linux-libre este nucleul implicit
- Dragora GNU/Linux-Libre
- dyne:bolic
- Sistemul GNU Guix
- Parabola GNU/Linux-libre

Considerate distribuții mici
- libreCMC
- ProteanOS (Dacă hardware-ul de bază nu este acceptat, acesta trebuie portat [23] . )

Distribuții în care Linux-libre a fost nucleul implicit
- Hyperbola GNU/Linux-libre
- Musix GNU+Linux

### Distribuții care compilează un nucleu Linux liber
Aceste distribuții nu folosesc pachetul Linux-libre, ci în schimb elimină complet blob-urile binare din nucleul Linux principal, pentru a face Linux-libre. Sursa este apoi compilată, iar nucleul Linux liber rezultat este utilizat implicit în aceste sisteme:
- Debian

- PureOS

- Trisquel (Scriptul deblob Linux-libre este folosit în timpul dezvoltării sale [24] [25] ).

- Uruk GNU/Linux

- Ututo [26]

Istoric
- BLAG [27]
- gNewSense [28] (A fost bazat pe Debian. )
- Canaima [29] (A fost bazat pe Debian. )

### Linux-libre ca nucleu alternativ
Distribuții în care Linux nu este nucleul implicit utilizat dar care propun Linux-libre ca nucleu alternativ:
- Arch Linux [30]
- Fedora [31]
- Gentoo Linux [32] [33]
- Derivate din Mandriva (PCLinuxOS, Mageia, OpenMandrivaLx, ROSA Fresh)
- openSUSE Tumbleweed (prin OpenBuildService)
- Slackware [34] [35]